# Iurie Scala
Iurie Scala (în ucraineană Юрій Васильович Скала, Iurii Vasiliovici Skala; n. 12 aprilie 1965, Belgorod-Dnestrovsc) este un fost fotbalist moldovean originar din Ucraina. În anul 1992 el a jucat 7 meciuri pentru echipa națională de fotbal a Moldovei.
Fratele său, Alexei, de asemenea este fotbalist, jucând și el pentru naționala Moldovei.